# Svartnäbbad bergtukan
Svartnäbbad bergtukan (Andigena nigrirostris) är en fågel i familjen tukaner inom ordningen hackspettartade fåglar.

## Utseende
Svartnäbbad bergtukan är en distinkt tecknad tukan. På huvudet syns svart hjässa, mörk näbb och vit strupe. Buken är puderblå och ovansidan mestadels brunaktig.

## Utbredning och systematik
Svartnäbbad bergtukan förekommer i Anderna i norra Sydamerika. Den delas in i tre underarter med följande utbredning:
- Andigena nigrirostris nigrirostris – östra Anderna i Colombia och västra Venezuela
- Andigena nigrirostris occidentalis – västra Anderna i Colombia
- Andigena nigrirostris spilorhynchus – centrala Anderna i södra Colombia och nordöstra Ecuador. Den har också noterats i norra Peru.

## Levnadssätt
Svartnäbbad bergstukan hittas just i bergstrakter, i bergskogar på mellan 1500 och 2500 meters höjd, vanligen nedanför gråbröstad bergtukan. Den är en ovanlig fågel som ses enstaka i par eller enstaka i trädtaket, ofta intill fruktbärande träd.

## Status och hot
Arten har ett stort utbredningsområde, men tros minska i antal, dock inte tillräckligt kraftigt för att den ska betraktas som hotad. Internationella naturvårdsunionen IUCN listar arten som livskraftig (LC).